# Ninos-Roman
Der als Ninos-Roman bekannte Text ist ein in zwei Papyrus-Fragmenten aus dem 1. Jahrhundert (Fragment A und B: Papyrus Berolinum 6926 R und 
Fragment C: PSI 1305) überlieferte antiker Roman in griechischer Sprache, der die Geschichte eines Ninos, seines Feldzugs gegen Armenien und seiner Werbung um eine namentlich nicht genannte Cousine behandelt.
Aufgrund des Feldzugs gegen Armenien, der Namensähnlichkeit von Derkeia, Ninos’ Tante und Mutter der geliebten Cousine, mit Derketo, der Mutter der Semiramis, wird der Protagonist mit Ninos, dem mythischen Gründer von Ninive, und seine Geliebte mit Semiramis, der sagenhaften Königin von Babylon, identifiziert.
Bei Diodor und bei Plutarch wird eine in Grundzügen ähnliche Geschichte erzählt, jedoch ist dort insbesondere Semiramis eine skrupellose und resolute Frau, im Romanfragment ist die Geliebte jedoch ein Mädchen, das vor Schamhaftigkeit kein Wort herausbringt.